# Amiibo

amiibo logo.

Amiibo (geschreven zonder hoofdletter of meervoudsvorm), geïntroduceerd in juni 2014, zijn figurines van Nintendo met near field communication (NFC)-functies voor gebruik met ondersteunde videospellen op de Nintendo 3DS, Wii U, Nintendo Switch en Nintendo Switch 2, vergelijkbaar met Skylanders en de Disney Infinity-serie. In tegenstelling tot die spellen, hebben amiibo in de meeste ondersteunde games een bijrol, zoals een kostuum van de amiibo voor Yoshi in Yoshi's Woolly World en, in het geval van Super Smash Bros. voor 3DS en Wii U, een computer-vechter die de speler kan trainen.
De figuurtjes kunnen zonder randapparatuur gebruikt worden op de Wii U GamePad, de Nintendo Switch, de New Nintendo 3DS en de New Nintendo 2DS. Voor gebruik met de rest van de Nintendo 3DS-serie moet een NFC-lezer aangeschaft worden, die tegelijkertijd met het 3DS-spel Animal Crossing: Happy Home Designer verscheen. Tevens verschenen tijdens de release van die game voor het eerst amiibo-kaarten, welke hetzelfde werken als normale amiibo, maar dan in kaartvorm.

## Figuren en series
Er zijn ondertussen meer dan 140 figuren geproduceerd of aangekondigd om geproduceerd te worden. De grootste serie amiibo is de Super Smash Bros.-serie, met 61 figuren (sommige nog niet in de winkel verschenen), gevolgd door de Animal Crossing-serie (18 figuren). Andere verschenen series zijn de Super Mario-serie (16 figuren), de The Legend of Zelda-serie (15 figuren), de Splatoon-serie (11 figuren), de Yoshi's Woolly World-serie (5 figuren), de Kirby-serie (4 figuren), de Fire Emblem-serie (4 figuren), de Metroid-serie (2 figuren), de Mario 30th anniversary-serie (2 figuren), de Pikmin-serie (1 figuur), de Chibi-Robo-serie (1 figuur), de Shovel Knight-serie (1 figuur) en de Box Boy-serie (1 figuur).

## Verkoop
Op 31 december 2015, zijn er wereldwijd ongeveer 31 miljoen amiibo verkocht, en meer dan 90 soorten amiibo zijn uitgebracht in Japan.

## amiibo-tekort
Amiibo werden snel een zeer gewenst product. Vooruitbestellingen waren uitverkocht voordat het product in de winkel verscheen. Hoewel vroegere CEO van Nintendo Satoru Iwata zei dat amiibo in voorraad worden gehouden, legde hij ook uit dat sommigen "voor een beperkte tijd beschikbaar zullen zijn".
Door de zeldzaamheid van sommige amiibo worden ze online voor prijzen boven de verkoopprijs verkocht.
Amiibo met fabrieksfouten waren al snel ontdekt en voor woekerprijzen online verkocht. Een Samus die een kanon aan beide armen had in plaats van aan één arm, werd bijvoorbeeld online verkocht voor $2.500, en een Princess Peach die haar benen miste, werd verkocht voor $25.100.